# Promozione Liguria 1983-1984
Nella stagione 1983-1984 la Promozione era sesto livello del calcio italiano (il massimo livello regionale). Qui vi sono le statistiche relative al campionato in Liguria.
Il campionato è strutturato in vari gironi all'italiana su base regionale, gestiti dai Comitati Regionali di competenza. Promozioni alla categoria superiore e retrocessioni in quella inferiore non erano sempre omogenee; erano quantificate all'inizio del campionato dal Comitato Regionale secondo le direttive stabilite dalla Lega Nazionale Dilettanti, ma flessibili, in relazione al numero delle società retrocesse dal Campionato Interregionale e perciò, a seconda delle varie situazioni regionali, la fine del campionato poteva avere degli spareggi sia di promozione che di retrocessione.

## Girone A

### Squadre Partecipanti
| Squadra                       | Città                   |
| ----------------------------- | ----------------------- |
| U.S. Arenzano                 | Arenzano (GE)           |
| S.S. Argentina Arma           | Arma di Taggia (IM)     |
| U.L.S. Carcarese              | Carcare (SV)            |
| U.S. Ceriale                  | Ceriale (SV)            |
| U.S. Corniglianese Edilfriuli | Cornigliano (GE)        |
| U.S. IPA Dianese              | Diano Marina (IM)       |
| U.S. Finale Ligure            | Finale Ligure (SV)      |
| G.S. Levante "C"              | Pegli (GE)              |
| U.S. Libarna                  | Serravalle Scrivia (AL) |
| S.C. Mallare                  | Mallare (SV)            |
| A.S. Ovada                    | Ovada (AL)              |
| U.S. Rivarolese Latte Oro     | Rivarolo Ligure (GE)    |
| F.S. Sestrese                 | Sestri Ponente (GE)     |
| F.C. Varazze                  | Varazze (SV)            |
| F.C. Veloce 1910              | Savona (SV)             |
| Ventimiglia Calcio            | Ventimiglia (IM)        |

### Classifica finale
|  | Pos. | Squadra                  | Pt | G  | V  | N  | P  | GF | GS | DR  |
|  | ---- | ------------------------ | -- | -- | -- | -- | -- | -- | -- | --- |
|  | 1.   | Varazze                  | 43 | 30 | 15 | 13 | 2  | 40 | 23 | +17 |
|  | 2.   | Ventimiglia              | 39 | 30 | 15 | 9  | 6  | 49 | 22 | +27 |
|  | 3.   | Libarna                  | 39 | 30 | 13 | 13 | 4  | 32 | 17 | +15 |
|  | 4.   | Levante "C"              | 37 | 30 | 16 | 11 | 3  | 48 | 15 | +33 |
|  | 5.   | Rivarolese Latte Oro     | 35 | 30 | 12 | 11 | 7  | 22 | 16 | +6  |
|  | 6.   | Argentina Arma           | 34 | 30 | 9  | 16 | 5  | 37 | 25 | +12 |
|  | 7.   | Ceriale                  | 33 | 30 | 12 | 10 | 8  | 34 | 27 | +7  |
|  | 8.   | Veloce                   | 32 | 30 | 10 | 12 | 8  | 31 | 29 | +2  |
|  | 9.   | Sestrese                 | 29 | 30 | 7  | 15 | 8  | 21 | 23 | -2  |
|  | 10.  | Dianese                  | 28 | 30 | 7  | 14 | 9  | 27 | 33 | -6  |
|  | 11.  | Carcarese                | 27 | 30 | 11 | 5  | 14 | 36 | 35 | +1  |
|  | 12.  | Mallare                  | 24 | 30 | 8  | 8  | 14 | 32 | 41 | -9  |
|  | 12.  | Ovadamobili              | 24 | 30 | 8  | 8  | 14 | 26 | 40 | -14 |
|  | 14.  | Finale Ligure            | 22 | 30 | 7  | 8  | 15 | 23 | 30 | -7  |
|  | 15.  | Arenzano                 | 21 | 30 | 6  | 9  | 15 | 27 | 43 | -16 |
|  | 16.  | Corniglianese Edilfriuli | 5  | 30 | 1  | 4  | 25 | 12 | 78 | -66 |

- Levante "C" 6 punti di penalizzazione.
- Ceriale e Corniglianese Edilfriuli 1 punto di penalizzazione.

## Girone B

### Squadre Partecipanti
| Squadra                  | Città                   |
| ------------------------ | ----------------------- |
| U.S. Audace Campomorone  | Campomorone (GE)        |
| U.S. Aulla F.lli Signani | Aulla (MS)              |
| U.S. Angelo Baiardo      | Genova (GE)             |
| U.S. Bogliasco Pontetto  | Bogliasco (GE)          |
| U.S. Ceparana            | Ceparana (SP)           |
| A.C. Fivizzanese         | Fivizzano (MS)          |
| S.C. Fossese 78          | Lavagna (GE)            |
| U.S. Lavagnese           | Lavagna (GE)            |
| U.S. Marinella           | Sarzana (SP)            |
| S.C. Molassana Boero     | Molassana (GE)          |
| C.S. Monterosso al Mare  | Monterosso al Mare (SP) |
| U.S. Monzone 1926        | Fivizzano (MS)          |
| U.S. Pontedecimo         | Pontedecimo (GE)        |
| S.C. Riva Trigoso        | Riva Trigoso (GE)       |
| U.S. Sestri Levante      | Sestri Levante (GE)     |
| U.S. Valdellora          | La Spezia (SP)          |

### Classifica finale
|  | Pos. | Squadra            | Pt | G  | V  | N  | P  | GF | GS | DR  |
|  | ---- | ------------------ | -- | -- | -- | -- | -- | -- | -- | --- |
|  | 1.   | Bogliasco Pontetto | 44 | 30 | 15 | 4  | 1  | 44 | 20 | +24 |
|  | 2.   | Fossese 78         | 43 | 30 | 16 | 11 | 3  | 36 | 13 | +23 |
|  | 3.   | Ceparana           | 36 | 30 | 13 | 10 | 7  | 45 | 31 | +14 |
|  | 3.   | Sestri Levante     | 36 | 30 | 11 | 14 | 5  | 32 | 21 | +11 |
|  | 5.   | Pontedecimo        | 33 | 30 | 13 | 7  | 10 | 36 | 25 | +11 |
|  | 5.   | F.lli Signani      | 33 | 30 | 10 | 13 | 7  | 20 | 16 | +4  |
|  | 7.   | Fivizzanese        | 32 | 30 | 12 | 8  | 10 | 32 | 36 | -4  |
|  | 8.   | Molassana Boero    | 31 | 30 | 8  | 15 | 7  | 23 | 22 | +1  |
|  | 9.   | Audace Campomorone | 30 | 30 | 9  | 12 | 9  | 28 | 28 | 0   |
|  | 10.  | Monzone 1926       | 28 | 30 | 10 | 8  | 12 | 32 | 40 | -8  |
|  | 11.  | Valdellora         | 27 | 30 | 6  | 15 | 9  | 28 | 35 | -7  |
|  | 11.  | Lavagnese          | 27 | 30 | 9  | 9  | 12 | 22 | 29 | -7  |
|  | 13.  | Angelo Baiardo     | 25 | 30 | 7  | 11 | 12 | 37 | 35 | +2  |
|  | 14.  | Monterosso al Mare | 24 | 30 | 7  | 10 | 13 | 27 | 38 | -11 |
|  | 15.  | Riva Trigoso       | 19 | 30 | 5  | 9  | 16 | 23 | 38 | -15 |
|  | 16.  | Marinella          | 12 | 30 | 3  | 6  | 21 | 20 | 58 | -38 |

## Finale Campione regionale
- a Genova Pegli 20-05-1984 Bogliasco Pontetto-Varazze 0-0 d.t.s. 5-4 d.c.r.